# Tour der australischen Rugby-Union-Nationalmannschaft nach Europa 1996
| Tour der Wallabies nach Europa 1996 | Tour der Wallabies nach Europa 1996 | Tour der Wallabies nach Europa 1996 | Tour der Wallabies nach Europa 1996 | Tour der Wallabies nach Europa 1996 |
| Übersicht                           | S                                   | G                                   | U                                   | N                                   |
| ----------------------------------- | ----------------------------------- | ----------------------------------- | ----------------------------------- | ----------------------------------- |
| Test Matches                        | 04                                  | 4                                   | 0                                   | 0                                   |
| Sonstige Spiele                     | 08                                  | 8                                   | 0                                   | 0                                   |
| Gesamt                              | 12                                  | 12                                  | 0                                   | 0                                   |
|                                     |                                     |                                     |                                     |                                     |
| Irland                              | 01                                  | 1                                   | 0                                   | 0                                   |
| Italien                             | 01                                  | 1                                   | 0                                   | 0                                   |
| Schottland                          | 01                                  | 1                                   | 0                                   | 0                                   |
| Wales                               | 01                                  | 1                                   | 0                                   | 0                                   |

Die Tour der australischen Rugby-Union-Nationalmannschaft nach Europa 1996 umfasste eine Reihe von Freundschaftsspielen der Wallabies, der Nationalmannschaft Australiens in der Sportart Rugby Union. Das Team reiste von Oktober bis Dezember 1996 durch Großbritannien, Italien und Irland, wobei es während dieser Zeit zwölf Spiele bestritt. Darunter waren vier Test Matches gegen die Nationalmannschaften Irlands, Italiens, Schottlands und von Wales. Die Australier gewannen alle Test Matches, ebenso alle acht weiteren Spiele gegen Auswahlmannschaften.

## Spielplan
- Hintergrundfarbe grün = Sieg

(Test Matches sind grau unterlegt; Ergebnisse aus der Sicht Australiens)
| #  | Datum             | Gegner              | Ort               | Stadion                    | Ergebnis |
| -- | ----------------- | ------------------- | ----------------- | -------------------------- | -------- |
| 01 | 19. Oktober 1996  | Italien A           | Catania           | Stadio Santa Maria Goretti | 55:19    |
| 02 | 23. Oktober 1996  | Italien             | Padua             | Stadio Plebiscito          | 40:18    |
| 03 | 30. Oktober 1996  | Schottland A        | Galashiels        | Netherdale                 | 47:20    |
| 04 | 03. November 1996 | Edinburgh & Glasgow | Glasgow           | Old Anniesland             | 37:19    |
| 05 | 05. November 1996 | Scottish Districts  | Perth             | McDiarmid Park             | 25:9     |
| 06 | 09. November 1996 | Irland              | Dublin            | Lansdowne Road             | 29:19    |
| 07 | 13. November 1996 | Connacht Rugby      | Galway            | Galway Sportsgrounds       | 37:20    |
| 08 | 16. November 1996 | Ulster Rugby        | Belfast           | Ravenhill Stadium          | 39:26    |
| 09 | 23. November 1996 | Frankreich          | Villeneuve-d’Ascq | Stadium Nord               | 22:12    |
| 10 | 26. November 1996 | Munster Rugby       | Limerick          | Thomond Park               | 55:19    |
| 11 | 01. Dezember 1996 | Wales               | Cardiff           | Cardiff Arms Park          | 28:19    |
| 12 | 07. Dezember 1996 | Barbarians          | London            | Twickenham Stadium         | 39:12    |

## Test Matches
| 23. Oktober 1996 | Italien                                                                                      | 18 : 40        | Australien                                                                   | Stadio Plebiscito, Padua Zuschauer: 8.000 Schiedsrichter: Don Reordan (Vereinigte Staaten) |
| 23. Oktober 1996 | Versuche: Bordon Domínguez Erhöhungen: Domínguez Straftritte: Domínguez Dropgoals: Domínguez | (8:13) Bericht | Versuche: Horan Manu Wilson (2) Erhöhungen: Burke (4) Straftritte: Burke (4) | Stadio Plebiscito, Padua Zuschauer: 8.000 Schiedsrichter: Don Reordan (Vereinigte Staaten) |

Aufstellungen:
- Italien: Orazio Arancio, Stefano Bordon, Walter Cristofoletto, Mauro dal Sie, Diego Domínguez, Ivan Francescato, Massimo Giovanelli , Leandro Manteri, Carlo Orlandi, Javier Pertile, Franco Properzi-Curti, Massimo Ravazzolo, Diego Scaglia, Andrea Sgorlon, Alessandro Troncon 
 Auswechselspieler: Andrea Barattin
- Australien: Mike Brial, Matt Burke, David Campese, John Eales, Michael Foley, George Gregan, Richard Harry, Andrew Heath, Daniel Herbert, Tim Horan, Patrick Howard, David Knox, Daniel Manu, John Welborn, David Wilson 
 Auswechselspieler: Jason Little, Brett Robinson

| 9. November 1996 | Schottland                                        | 19 : 29        | Australien                                                           | Murrayfield Stadium, Edinburgh Zuschauer: 51.191 Schiedsrichter: Patrick Thomas (Frankreich) |
| 9. November 1996 | Versuche: Logan Stanger Straftritte: Shepherd (3) | (6:19) Bericht | Versuche: Herbert Waugh Erhöhungen: Burke (2) Straftritte: Burke (5) | Murrayfield Stadium, Edinburgh Zuschauer: 51.191 Schiedsrichter: Patrick Thomas (Frankreich) |

Aufstellungen:
- Schottland: Gary Armstrong, Craig Chalmers, Damian Cronin, Ronnie Eriksson, David Hilton, Kenny Logan, Kevin McKenzie, Eric Peters, Rowen Shepherd, Ian Smith, Tony Stanger, Barry Stewart, Gregor Townsend , Murray Wallace, Doddie Weir 
 Auswechselspieler: Bryan Redpath
- Australien: Andrew Blades, Matt Burke, John Eales , Owen Finegan, Michael Foley, Richard Harry, Daniel Herbert, Tim Horan, Patrick Howard, David Knox, Daniel Manu, Samuel Payne, Joe Roff, Warwick Waugh, David Wilson 
 Auswechselspieler: Brett Robinson

| 23. November 1996 | Irland                    | 12 : 22       | Australien                                                    | Lansdowne Road, Dublin Zuschauer: 52.000 Schiedsrichter: Brian Campsall (England) |
| 23. November 1996 | Straftritte: P. Burke (4) | (9:6) Bericht | Versuche: Knox Erhöhungen: M. Burke Straftritte: M. Burke (5) | Lansdowne Road, Dublin Zuschauer: 52.000 Schiedsrichter: Brian Campsall (England) |

Aufstellungen:
- Irland: Jonathan Bell, Paul Burke, David Corkery, Dominic Crotty, Jeremy Davidson, Anthony Foley, Gabriel Fulcher, Denis McBride, Mark McCall, Stephen McIvor, Nick Popplewell, Jim Staples, James Topping, Paul Wallace, Keith Wood  
 Auswechselspieler: Maurice Field
- Australien: Andrew Blades, Mike Brial, Matt Burke, Dan Crowley, John Eales , Michael Foley, George Gregan, Daniel Herbert, Tim Horan, David Knox, Jason Little, Daniel Manu, Joe Roff, Warwick Waugh, David Wilson 
 Auswechselspieler: Brett Robinson

| 1. Dezember 1996 | Wales                                                       | 19 : 28        | Australien                                                                      | Cardiff Arms Park, Cardiff Zuschauer: 43.800 Schiedsrichter: Iain Ramage (Schottland) |
| 1. Dezember 1996 | Versuche: Thomas Erhöhungen: Davies Straftritte: Davies (4) | (6:18) Bericht | Versuche: Brial Burke Strafversuch Erhöhungen: Burke (2) Straftritte: Burke (3) | Cardiff Arms Park, Cardiff Zuschauer: 43.800 Schiedsrichter: Iain Ramage (Schottland) |

Aufstellungen:
- Wales: Jonathan Davies, Ieuan Evans, Scott Gibbs, Rob Howley, Jonathan Humphreys , Dafydd James, Derwyn Jones, Kingsley Jones, Gareth Llewellyn, Christian Loader, Wayne Proctor, Hemi Taylor, Gareth Thomas, Steve Williams, Dai Young 
 Auswechselspieler: Colin Charvis, Neil Jenkins, Craig Quinnell
- Australien: Andrew Blades, Mike Brial, Matt Burke, David Campese, Dan Crowley, Owen Finegan, Michael Foley, Timothy Gavin, George Gregan, David Griffin, Tim Horan , Patrick Howard, Jason Little, Joe Roff, David Wilson